# 219
Năm 219 là một năm trong lịch Julius. 

## Mất
- Bàng Đức, tướng nhà Ngụy, trước đó từng phục vụ dưới trướng của Mã Siêu